# Trigonosciadium brachytaenium
Trigonosciadium brachytaenium är en flockblommig växtart som först beskrevs av Pierre Edmond Boissier, och fick sitt nu gällande namn av Alava. Trigonosciadium brachytaenium ingår i släktet Trigonosciadium och familjen flockblommiga växter. Inga underarter finns listade i Catalogue of Life.